# 에이리얼 레비

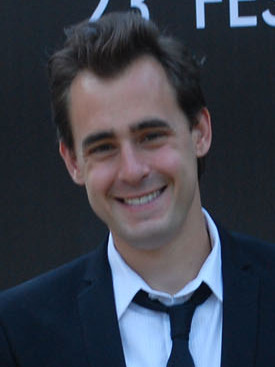

에이리얼 레비(Ariel Levy, 1984년 9월 28일 ~ )는 칠레의 배우, 프로 레슬링 선수, 작가이다.
산티아고에서 태어났다.

## 영화
- 두 잇 라이크 언 옴브레 (2017년)
- 다운힐 (2016년)
- 그린 인페르노 (2015년) - 알레한드로 역
- 산티아고 비올렌타 (2014년)
- 스트레인저(영어판) (2014년)
- 프로메디오 로호 2 (2013년)
- 애프터 쇼크 (2013년) - 아리엘 역
- 퍽 마이 라이프 (2010년) - 자비에르 페르난데즈 역